# Trachyandra jacquiniana
Trachyandra jacquiniana là một loài thực vật có hoa trong họ Thích diệp thụ. Loài này được (Schult. & Schult.f.) Oberm. miêu tả khoa học đầu tiên năm 1962.